# Giovanni Antonio De Rossi
Giovanni Antonio De Rossi (Roma, 8 gennaio 1616 – Roma, 9 ottobre 1695) è stato un architetto italiano.

## Biografia
Figlio di uno scalpellino, studiò presso il Collegio Romano, e fu ammesso nella bottega dell'architetto Francesco Peparelli, ove si perfezionò in architettura collaborando nella progettazione e realizzazione di importanti edifici.
Nel 1636 divenne membro dell'Accademia nazionale di San Luca. Il suo primo intervento, nel 1643, fu nel restauro dei quattro maggiori ospedali pubblici, dapprima l'Ospedale San Giacomo degli Incurabili. Ricoprì, in seguito, anche cariche pubbliche, quali Architetto degli Ospedali di S. Rocco e del SS. Salvatore (nel 1647), Misuratore della Camera Apostolica (1644 - 1655, con Carlo Rainaldi) e Sovrintendente dei Palazzi Pontifici (1671, collaborazione con G.L. Bernini). 
La vastità dei suoi incarichi ed il loro protrarsi nel tempo lo portarono a servirsi di collaboratori per controllare i diversi cantieri che doveva dirigere contemporaneamente ed a collaborare, a sua volta, con altri famosi artisti. La collaborazione con il Rainaldi fu relativa a lavori nel Vaticano ed in Castel Sant'Angelo quindi al restauro delle Mura di Roma da Porta Portese a Porta San Pancrazio, con il Bernini curò restauri e manutenzione nel Palazzo Pontificio di Castel Gandolfo, come anche della Basilica di San Giovanni in Laterano. 
La sua ultima nomina fu nel 1695 in una commissione con gli architetti Carlo Fontana e Mattia De Rossi per giudicare i progetti di una cappella nella Chiesa del Gesù.

## Opere a Roma

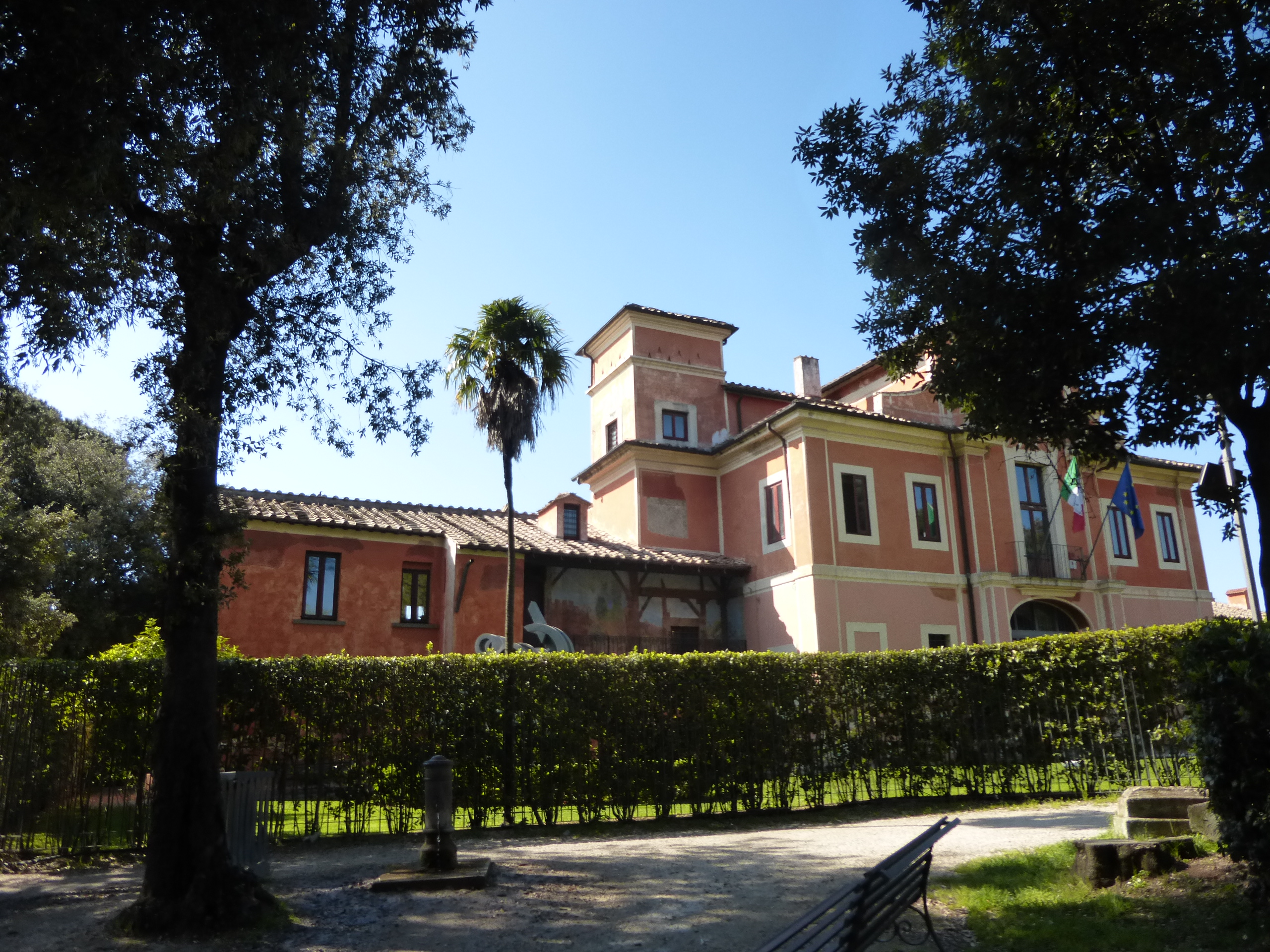
Villa Carpegna

- Chiesa di Santa Maria in  Publicolis (1640 – 1643)
- Palazzo Del Bufalo Niccolini Ferraioli (con F. Peparelli 1642)
- Palazzo Muti Bussi (1642 – 1645 e 1660 - 1662)
- Chiesa di Santa Maria Portae Paradisi (1643-1645)
- Chiesa di San Rocco (1646 – 1680)
- Palazzo Altieri (1650 – 1655 e 1670 – 1676)
- Cappella ovale del Palazzo del Monte di Pietà (con F. Peparelli 1655)
- Chiesa di San Francesco di Paola (1655, altare maggiore)
- Ospedale delle Donne (1655 – 1656)
- Palazzo Bonaparte (già D’Aste Rinuccini) (1657 – 1677)
- Palazzo Gambirasi (1659 - ?)
- Palazzo Núñez-Torlonia (1659 – 1665)
- Chiesa di Santa Maria in Campitelli (1667 con Carlo Rainaldi)
- Palazzo Santacroce (1667 – 1672 con F. Peparelli)
- Villa Altieri (1667 - 1684)
- Palazzo Astalli (1642 - 1695)
- Cappella Lancellotti in S. Giovanni in Laterano (dopo il 1674)
- Chiesa di Santa Maria in Campo Marzio (1676 – 1686)
- Chiesa di Santa Maria Maddalena (1676 – 1695 con Carlo Fontana)
- Palazzo Naro Patrizi Montoro Chigi (1678 - ?)
- Palazzo Gomez Sili (1678 - ?)
- Palazzo Celsi Viscardi (1678 restauro)
- Chiesa di San Pantaleo e Giuseppe Calasanzio (1681 – 1689)
- Villa Carpegna (dopo  il 1684)
- Palazzo Nuñez Porcari (1690 - ?)

## Opere Fuori Roma

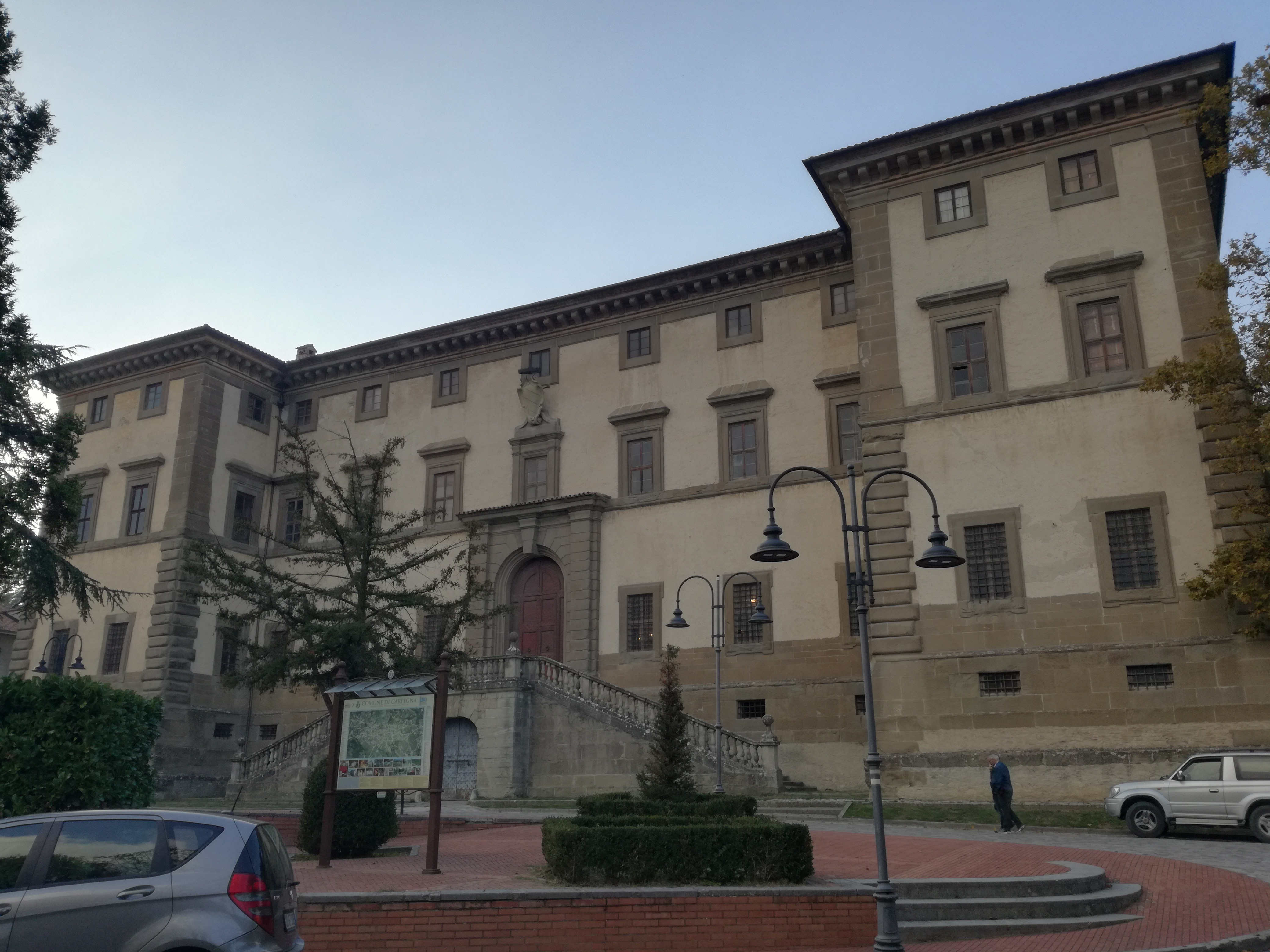
Palazzo Carpegna a Carpegna

- Chiesa di Santa Maria della Cima a Genzano (1636 – 1650)
- Sacrestia del Duomo di Tivoli (1655 – 1657)
- Palazzo Lolli-Bellini a Tivoli (1660 circa)
- Palazzo Moretti a Pozzuolo (1667)
- Palazzo dei Principi di Carpegna a Carpegna (1674-1695) (vedi Contea di Carpegna) -  Costruito dal Capomastro Carlo Perugini